# River Line

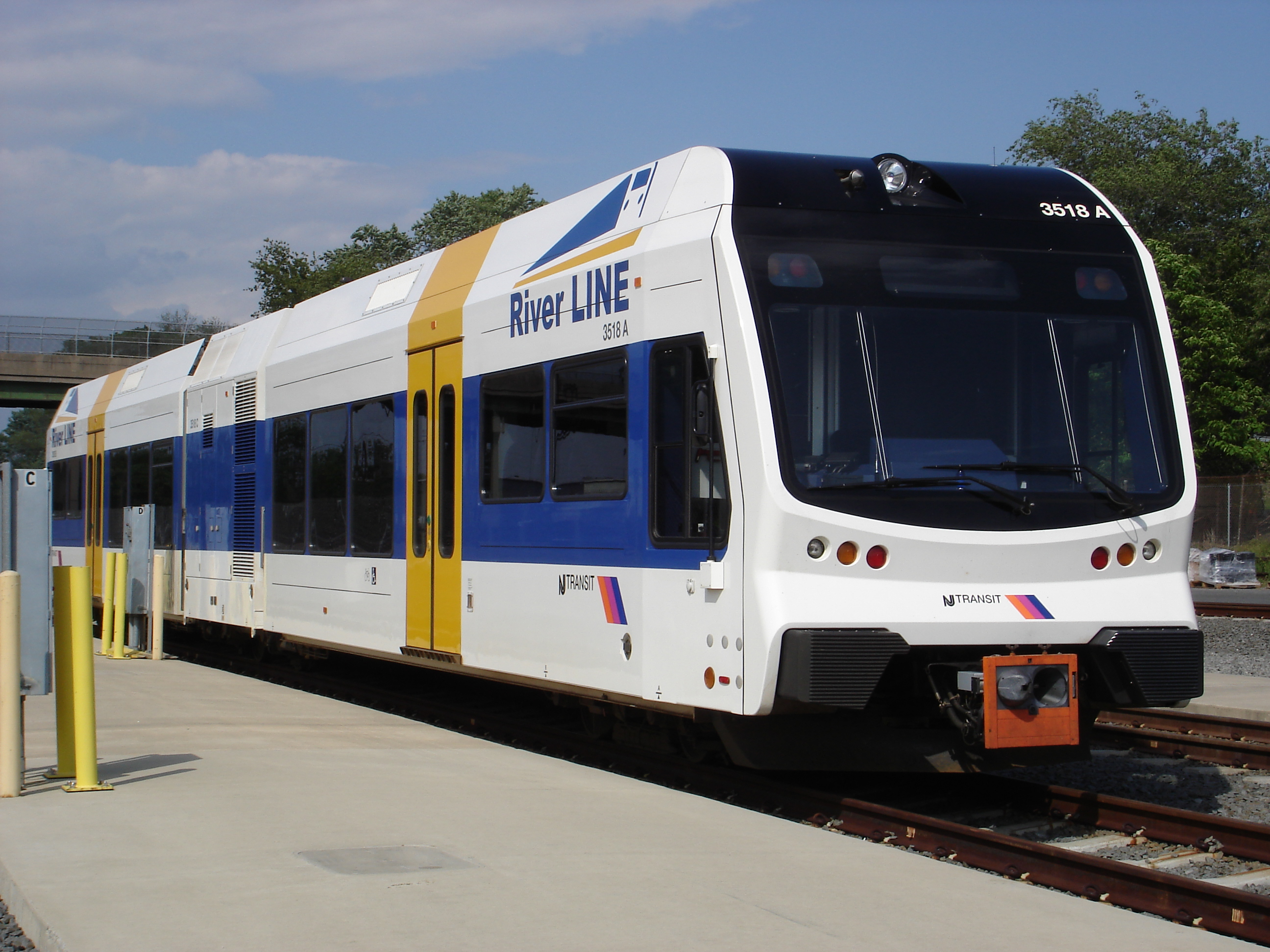
GTW der River Line

Die River Line ist ein von NJ Transit betriebene Nahverkehrsstrecke, welche die Hauptstadt New Jerseys, Trenton, mit Camden verbindet. Die Strecke wurde am 15. März 2004 eröffnet.
Die Fahrzeuge der River Line verkehren auf einer früheren Nebenbahn der Eisenbahngesellschaft Conrail und nehmen in Camden und Trenton auch am städtischen Straßenverkehr teil. Während die eingesetzten Dieseltriebwagen in Europa als normale Eisenbahnfahrzeuge gelten, werden sie in den USA als Light Rail angesehen. Das Konzept wird als Tram-Train (Straßen-/Stadtbahn nutzt Eisenbahninfrastruktur) bezeichnet. 

## Strecke
Die rund 50 Kilometer lange Strecke führt größtenteils dem Delaware River entlang, darum auch der Name River Line. Die teils einspurige Strecke macht an 20 Stationen halt, in Camden besteht Umsteigemöglichkeit zur PATCO, die nach Philadelphia führt. An Wochentagen können die Züge nur am Tag verkehren, in der Nacht wird die Strecke von Güterzügen belegt.

## Fahrzeuge
Es verkehren 20 dieselbetriebene Leichttriebwagen des Typs Stadler GTW (Gelenktriebwagen). Jedes Fahrzeug besteht aus 2 Endwagen, in denen die Passagiere Platz finden, sowie einem Mittelteil, in dem die Antriebsausrüstung untergebracht ist. Die Räder des Mittelteils sind angetrieben. Als Antrieb dient ein für Bahnanwendungen modifizierter LKW-MTU-V12-Dieselmotor der Baureihe 12V183TD13, der direkt mit einem elektrischen Generator gekoppelt ist. Dieser versorgt über einen luftgekühlten Stromrichter die beiden Elektromotoren, die das Mittelteil antreiben. Hergestellt wurden die Züge in einem Gemeinschaftsprojekt von Bombardier und Stadler Rail.

## Bahnhöfe
| Gemeinde             | Bahnhof                           | Geografische Lage                         | Bemerkung |
| -------------------- | --------------------------------- | ----------------------------------------- | --- |
| Trenton              | Trenton Transit Center            | South Clinton Avenue                      | Umsteigemöglichkeiten: - SEPTA (Richtung Philadelphia) - NJ Transit Northeast Corridor Line (Richtung New York City) - Amtrak Northeast Regional |
| Trenton              | Hamilton Avenue                   | Hamilton Avenue                           | |
| Trenton              | Cass Street                       | Cass Street                               | |
| Bordentown           | Bordentown                        | West Park Avenue                          | |
| Florence Township    | Roebling                          | Hornberger Avenue                         | |
| Florence Township    | Florence                          | U.S. Route 130                            | |
| Burlington           | Burlington Towne Centre           | West Broad Street                         | |
| Burlington           | Burlington South                  | West Broad Street                         | |
| Beverly              | Beverly/Edgewater Park            | Railroad Avenue                           | |
| Delanco Township     | Delanco                           | Rhawn Avenue                              | |
| Riverside            | Riverside                         | Franklin Street                           | |
| Cinnaminson Township | Cinnaminson                       | Broad Street                              | |
| Riverton             | Riverton                          | Main Street                               | |
| Palmyra              | Palmyra                           | East Broad Street                         | |
| Pennsauken Township  | Pennsauken/Route 73               | River Road                                | |
| Pennsauken Township  | Pennsauken Transit Center         | River Road                                | Eröffnung Oktober 2013 Umsteigemöglichkeit zur Atlantic City Line                                                                                |
| Camden               | 36th Street                       | 36th Street                               | |
| Camden               | Walter Rand Transportation Center | Martin Luther King Boulevard and Broadway | Umsteigemöglichkeit zur PATCO Speedline |
| Camden               | Cooper Street/Rutgers University  | Street                                    | |
| Camden               | Aquarium                          | Delaware Avenue                           | |
| Camden               | Entertainment Center              | Delaware Avenue                           | |